# Erateina capua
Erateina capua är en fjärilsart som beskrevs av Druce 1892. Erateina capua ingår i släktet Erateina och familjen mätare. Inga underarter finns listade i Catalogue of Life.